# Иоаким (царь Иудеи)
Иоаким или Элиаким, Иегояким (ивр. יהוֹיָקִים‎, Йехояким, «Господь воздвигнет») царь Иудеи в VII—VI веках до н. э., сын Иосии.
Был ставленником египетского фараона Нехо II, а затем — данником вавилонского царя Навуходоносора. После того, как он отказался платить дань вавилонянам, войсками Навуходоносора подошли к Иерусалиму, а Иоаким не то был свергнут, не то умер.

## Описание
Согласно библейскому тексту (Вторая книга Паралипоменон, Четвёртая книга Царств), Иоаким взошёл на престол после того, как фараон Нехо II сместил его брата Иоахаза, сына Иосии, царствовавшего не более трёх месяцев. При своём назначении он поклялся быть верным вассалом Египта и платить тяжёлую дань (один талант золота и 100 талантов серебра).
Он отличался крайним нечестием и, не обращая внимания на опасность, грозившую со стороны Вавилона, проводил время в необузданных увеселениях и преследовал пророков (Урию, Иеремию и Варуха) за публичные обличения политики царя и за предвещание гибели Иерусалима.
Тем временем, после окончательного поражения ассирийских войск у крепости Харран в 609 году до н. э. за господство в Сирии и Ханаане начали противостояние две крупнейшие державы Ближнего Востока — Египет и Вавилония. Весной 607 года до н. э. старый и больной вавилонский царь Набопаласар передал командование армией своему сыну Навуходоносору. На следующий год вавилоняне форсировали Евфрат южнее Каркемиша. Там же в 605 году до н. э. (на третьем (Дан. 1:1) году царствования Иоакима) состоялась решающая битва с египтянами, в которой египетские войска потерпели сокрушительное поражение.
В битве при Каркемише в качестве вассалов Нехо II участвовали иудеи, финикийцы и жители Сирии. Мелкие государства были ошеломлены разгромом египтян и не оказывали практически никакого сопротивления продвижению вавилонской армии. Когда Навуходоносор приблизился к Иерусалиму, Иоаким поспешил откупиться от него частью сокровищ Храма и выдал в качестве заложников юношей из знатных иудейских семей, среди которых был и будущий известный пророк Даниил. Иудея стала данником Вавилона и часть народа была уведена в Вавилон.
15 августа 605 года до н. э. в самый разгар сирийской кампании в Вавилоне скончался царь Набопаласар и Навуходоносор поспешил в столицу.
Иоаким же, тем временем, продолжал беспечную жизнь. Правящая верхушка Иудеи состояла в основном из сторонников радикальной проегипетской партии, к которым принадлежал и пророк Анания. Они усматривали возможность обретения независимости в опоре на Египет и в борьбе с вавилонянами. Им противостояла партия умеренных, выступавших против осложнения отношений с Вавилоном. К ней принадлежал пророк Иеремия, предсказывавший падение Иерусалима в случае измены Иоакима своему вавилонскому сюзерену.
К 601 году до н. э. Навуходоносор, видимо, завладел Филистией и рискнул совершить поход на Египет. Однако Нехо II успел подготовиться и в тяжёлом сражении дал врагу достойный отпор. Ему даже удалось взять Газу, а Навуходоносор, неся большие потери, был вынужден отступить. Царь Иоаким, вероятно, усмотрел в этом благоприятный момент для того, чтобы выйти из подчинения Вавилону.
В 599 году до н. э. Навуходоносор одержал ряд побед в Заиорданье, подчинил себе Моав и Аммон. Измена Иоакима не осталась без внимания вавилонского царя. В 598 году до н. э. войска Навуходоносора двинулись на Иерусалим.
Сведения о конце царствования Иоакима противоречивы.
Вторая Книга Паралипоменон рассказывает, что «Навуходоносор, царь Вавилонский … оковал его оковами, чтоб отвести его в Вавилон» (2Пар. 36:6), Четвёртая книга Царств, рассказывая о времени после того, как Иоаким отложился от Навуходоносора, сообщает что «посылал на него Господь полчища Халдеев, и полчища Сириян, и полчища Моавитян, и полчища Аммонитян, — посылал их на Иуду» (4Цар. 24:2), о самом же Иоакиме сообщается только, что «почил Иоаким с отцами своими» (4Цар. 24:6).
Иосиф Флавий в «Иудейских древностях» (X,6,3) пишет, что Иоаким добровольно сдался в плен, надеясь на милость победителя, но был убит по приказу Навуходоносора.
Наследовавший трон сын Иоакима, Иехония, стал предпоследним царем Иудейского царства и правил всего несколько месяцев, до Осады Иерусалима в 597 году до н. э., описанной на вавилонской глиняной табличке Хроники Навуходоносора и положившей начало Вавилонскому пленению.